# Centrodora xiphidii
Centrodora xiphidii is een vliesvleugelig insect uit de familie Aphelinidae. De wetenschappelijke naam is voor het eerst geldig gepubliceerd in 1906 door Perkins.